# Orseide
Orseide (in greco antico: Ὀρσηΐς?, Orsēìs) è un personaggio della mitologia greca, era una ninfa naiade della Tessaglia e progenitrice degli Elleni.

## Mitologia
Sposò Elleno, (o, secondo un'altra versione del mito, Deucalione in seconde nozze, dopo che questi aveva già sposato Pirra) dal quale ebbe i figli Doro, Eolo e Xuto che divennero i capostipiti delle popolazioni del Peloponneso. 